# Полярный волк
Поля́рный волк (лат. Canis lupus tundrarum) — светлоокрашенный подвид волка. Обитает на всей территории Арктики и в тундре, за исключением морского льда и больших территорий, покрытых льдом.
Полярный волк обитает на обширных пространствах полярных регионов, зимой в условиях полярной ночи. Чтобы выжить, волк приспособился есть любой корм, который только попадается. Он хорошо приспособлен к жизни в Арктике: может годами жить при минусовой температуре, месяцами не видеть солнечного света и неделями оставаться без пищи.
Полярный волк до сих пор обитает на всей территории, исторически ему доступной. Причиной тому является слабая конкуренция с человеком.
Длина без хвоста: 130—150 см. Высота в холке: 80—93 см. Масса: до 85 кг, самки меньше. Продолжительность жизни: около 7 лет. Родственные подвиды: европейский волк и японский волк.
По одной из гипотез, полярный волк являлся предком одомашненной аборигенной самоедской собаки.

## Пища и охота
Самая многочисленная группа животных, обитающих в этих краях — это лемминги и полярные зайцы. Однако для того, чтобы выжить, стае волков иногда необходима и более крупная добыча. Таковой могут быть овцебык, тюлени на льду и северные олени. Питаются полярные волки также песцами, гусями, утками, не брезгают падалью.  В поисках пищи волчья стая может обходить районы площадью до 2000 км². Ареалы волчьих популяций подвержены сезонным изменениям, связанными с миграцией видов, являющихся объектами охоты.
На открытых пространствах Арктики сложно найти укрытие для неожиданного нападения на жертву. Когда стая волков догоняет овцебыков, те обычно уже успевают занять круговую оборону. В таком случае волки не могут пробиться сквозь заграждение, состоящее из рогов и копыт. Поэтому волкам остаётся только ждать, испытывая терпение овцебыков, когда их нервы не выдержат напряжения и круг разомкнётся. Иногда, бегая вокруг них, волкам удаётся вынудить овцебыков изменить положение таким образом, чтобы те не могли видеть нападающих.
Эта тактика волкам не всегда помогает, но если удача им сопутствует, овцебыки в конце концов не выдерживают и разбегаются. Волки тотчас же устремляются за ними и пытаются отбить от стада молодых или слабых животных. Как только волк настигает и хватает свою жертву, другие спешат к нему на помощь и вместе валят её на землю.
Только каждая десятая охота стаи бывает успешной. Иногда волки в течение многих дней остаются без пищи, однако потом съедают до 10 кг мяса за раз. Нерегулярность питания приводит подчас к тому, что волк, к примеру, за раз съедает полярного зайца со шкурой, шерстью и костями.

## Социальное поведение
Полярные волки живут стаями по 7-25 особей. Чаще всего встречаются семейные стаи, которые состоят из родителей, их детёнышей и особей из предыдущих помётов. Стаю, как правило, возглавляет вожак, а его самка занимает в стае подобное же положение. Остаток стаи подчиняется им и образует свою собственную иерархию. Однако на охоте, во время кормления и воспитания детёнышей все взрослые животные оказывают друг другу помощь. Часто один или два молодых волка присматривают за детёнышами, когда их мать уходит на охоту.
Иерархические отношения внутри стаи осуществляются с помощью сложного языка, состоящего из движений, лая и рычания. Волки, занимающие в стае высокое положение, требуют от подчинённых беспрекословного повиновения, те, в свою очередь, выражая преданность, униженно прижимаются к земле или ложатся на спину. Серьёзные, кровавые столкновения между волками происходят редко.
Волки воем оповещают другие стаи о своём присутствии, таким образом они метят территорию и стараются избегать встречи, которая привела бы к схватке. Волки-одиночки — это, как правило, молодые животные, которые оставили свою стаю и отправились на поиски отдельного участка. Когда такой волк находит незанятую территорию, он обозначает её при помощи мочевых точек или испражнений в определённых хорошо заметных местах, заявляя на неё свои права.

## Размножение
- Половое созревание: самцы с 3 лет, самки — с 2 лет.
- Период спаривания: март—апрель.
- Беременность: от 61 до 63 суток.
- Количество детёнышей: 1—5

Осенью и зимой стая мигрирует, но после брачного периода беременная волчица покидает её, чтобы найти себе логово. Иногда волчица сама выкапывает логово, но зимой, когда земля сильно промерзает, самка приносит потомство в старом логове или в скальной расщелине. Волчата рождаются в мае – июне. С темно-серой  редкой шерсткой, слепыми, с закрытыми ушными отверстиями и абсолютно беспомощными. Они полностью зависят от матери. Через 2 недели они прозревают но еще долго остаются в норе. Мать кормит их молоком в течение 4—6 недель. Приблизительно через месяц волчата уже могут есть полупереваренное мясо, отрыгнутое самцом, который всё это время приносит волчице и волчатам пищу. К осени волчата начинают принимать участия в охоте. 

## Нумизматика
4 августа 2020 года Центральный банк Российской Федерации выпустил в обращение памятные серебряные (номиналами 3, 25 и 100 рублей) и золотые (номиналами 50, 100 и 10 000 рублей) монеты «Полярный волк» серии «Сохраним наш мир».

Полярный волк на памятных монетах Банка России 2020
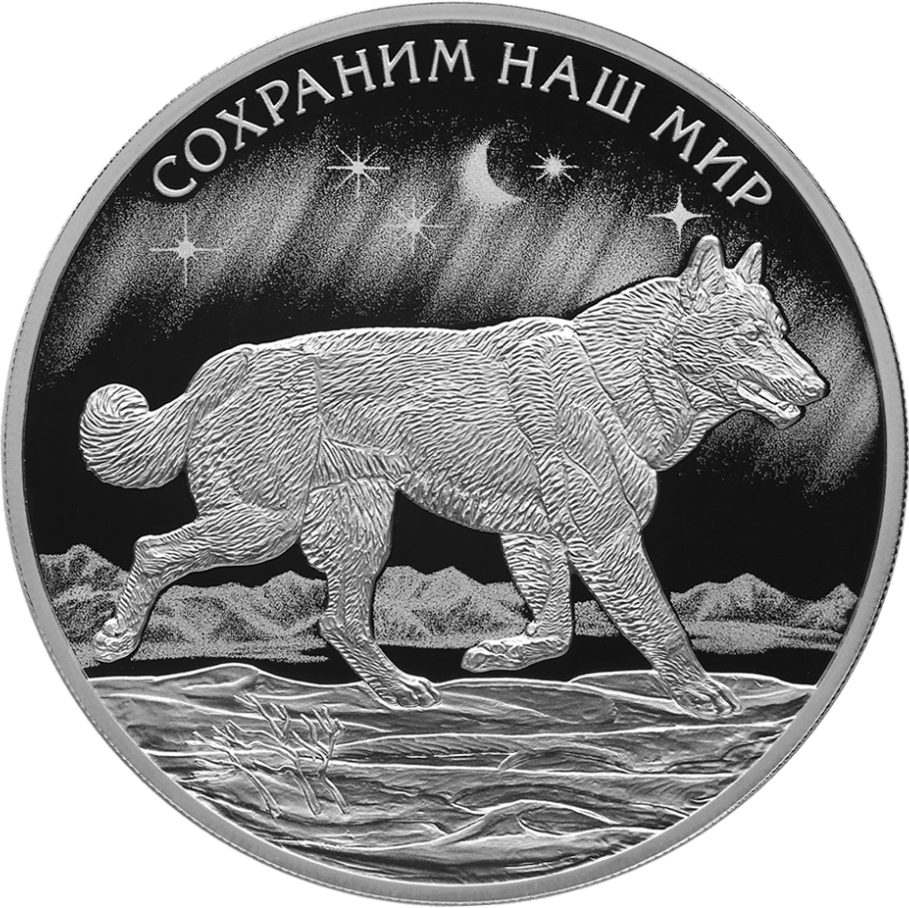
Серебро, 3 рубля
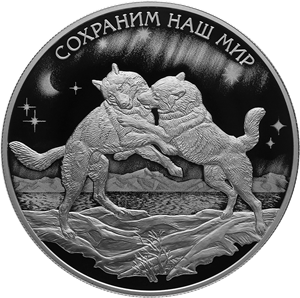
Серебро, 25 рублей
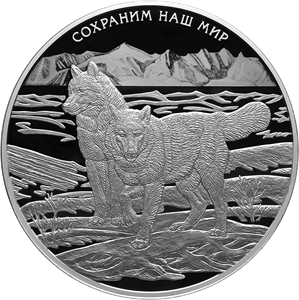
Серебро, 100 рублей
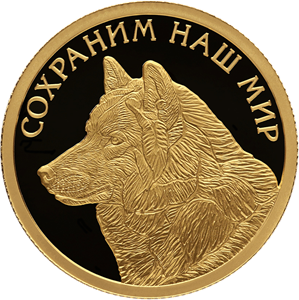
Золото, 50 рублей
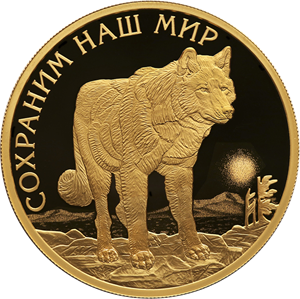
Золото, 100 рублей
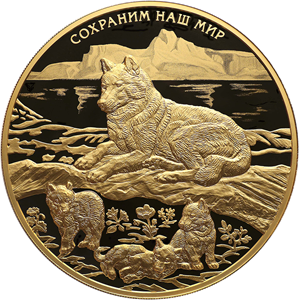
Золото, 10000 рублей